# Regenbogenlori

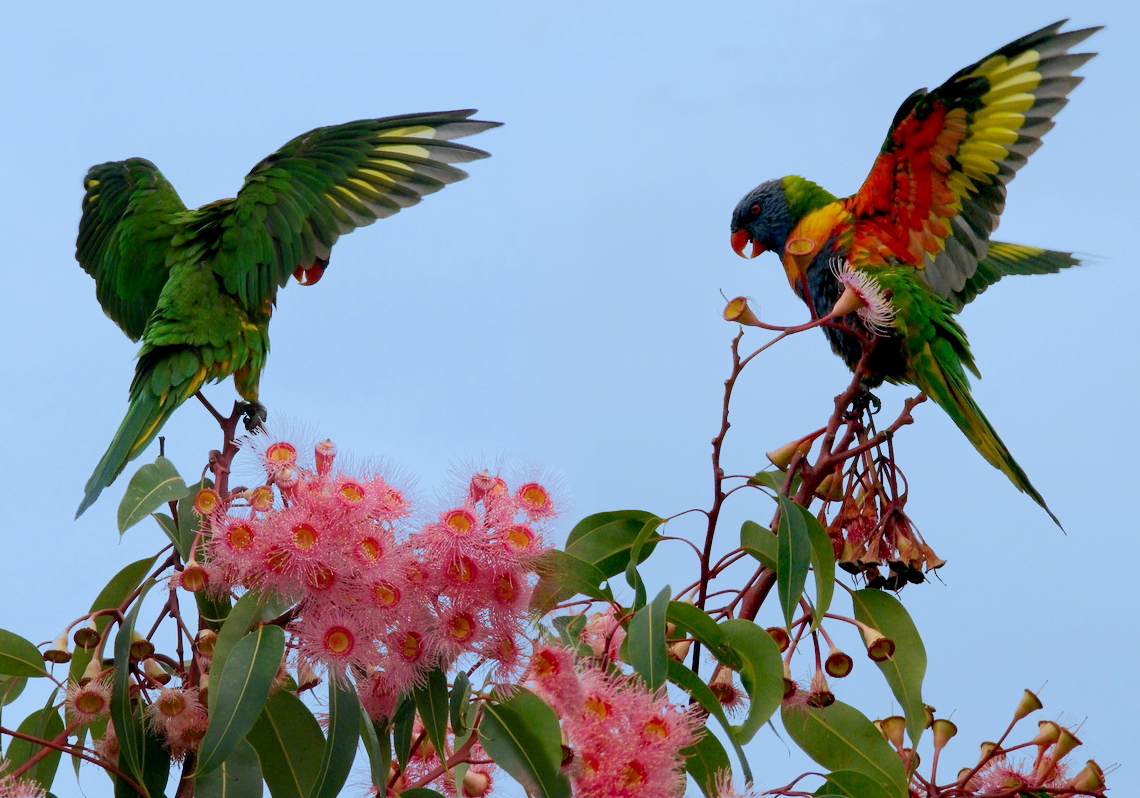
Trichoglossus moluccanus mit offenen Schwingen, Brisbane

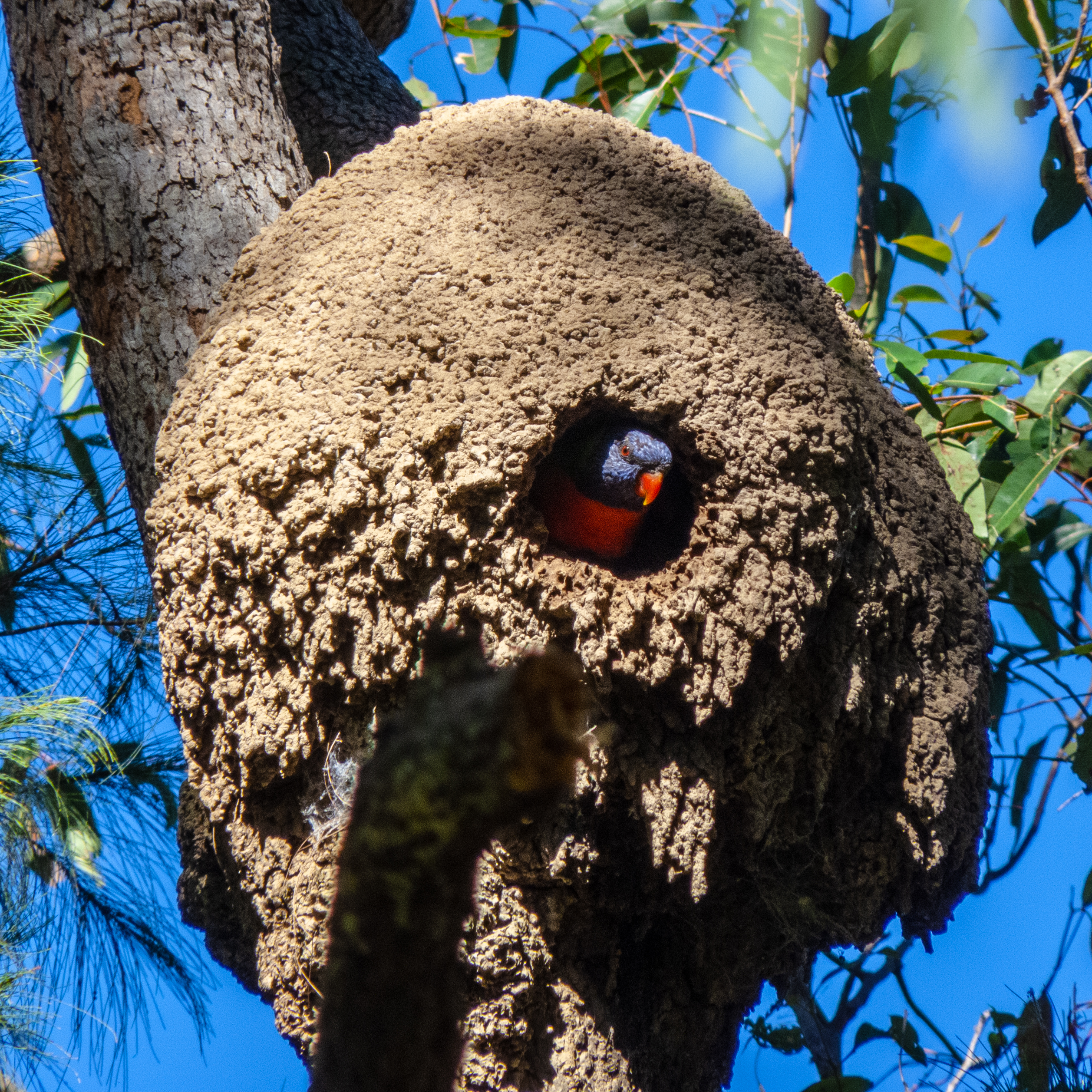
Bruthöhle in einem Termitennest

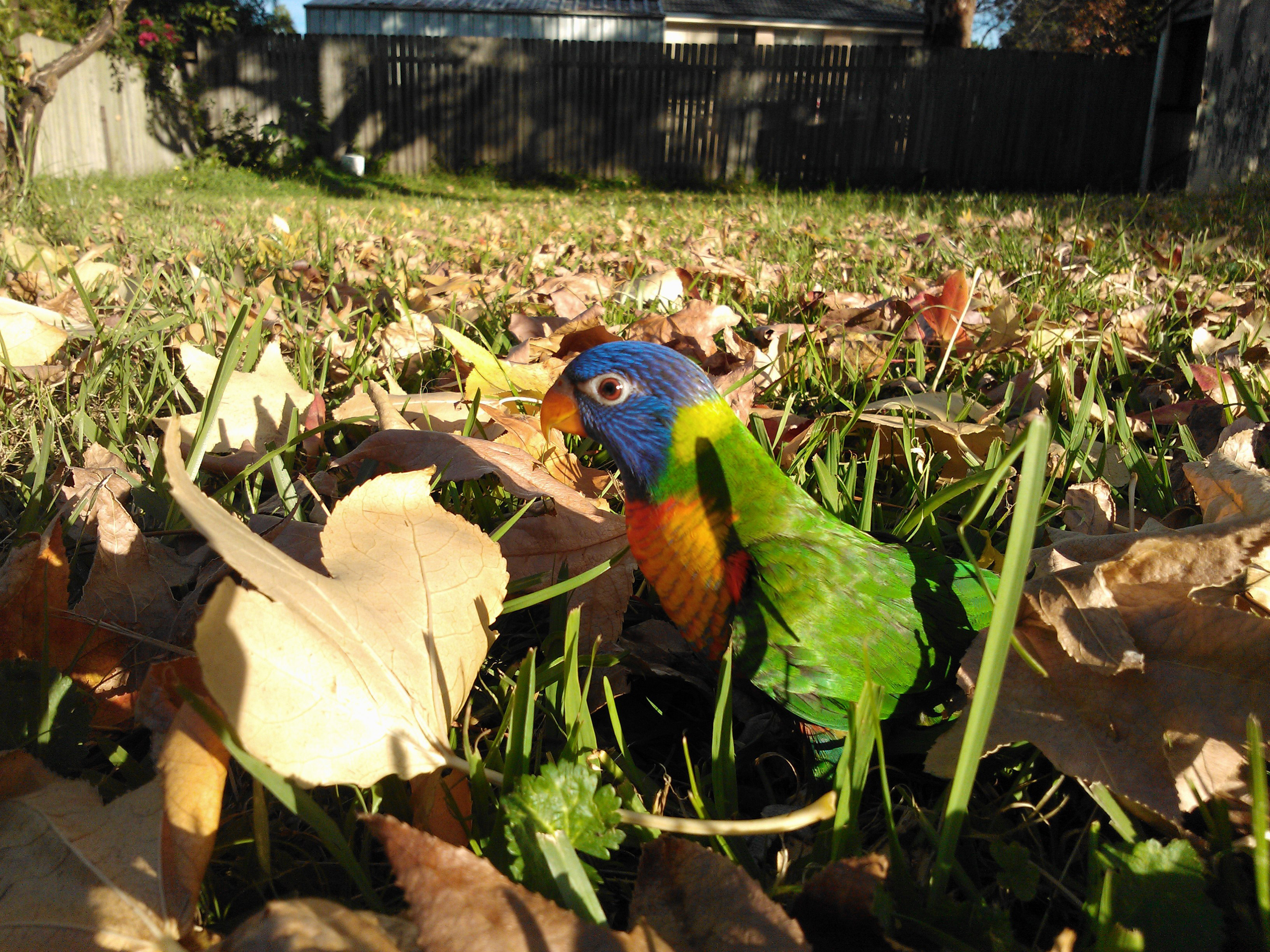
Junger weiblicher Regenbogenlori in einem Hinterhof von Sydney

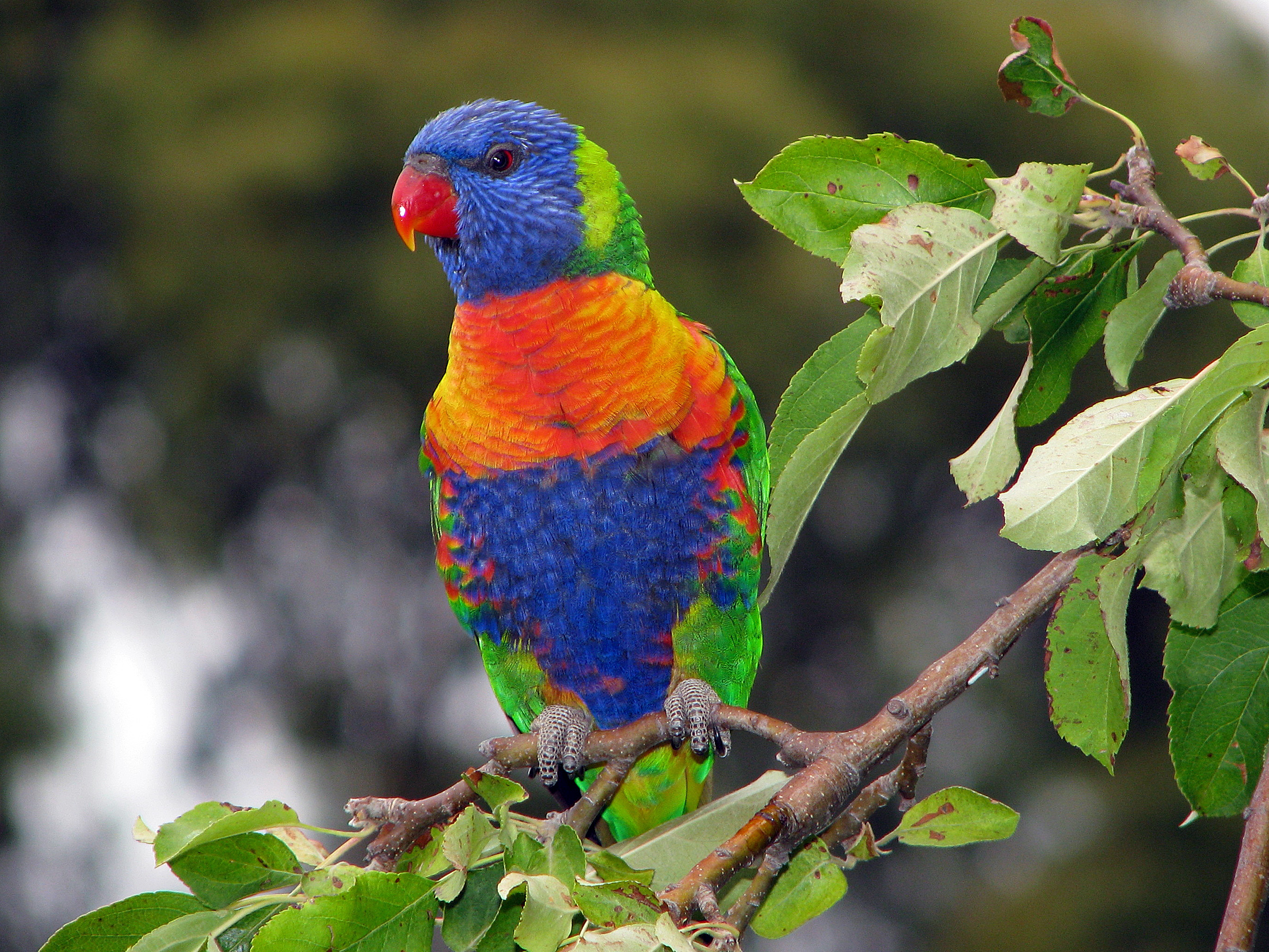
Regenbogenlori, Melbourne, Australien

Der Regenbogenlori (Trichoglossus moluccanus) ist eine Art aus der Familie der Altweltpapageien.

## Merkmale
Der Regenbogenlori ist ein mittelgroßer Papagei, mit einer Länge von 25–30 cm. Das Gewicht variiert zwischen 125 und 150 g. Das Gefieder ist hell und leuchtend. Der Kopf ist tiefblau mit einem grünlich-gelben Nackenkragen und die Oberseite der Flügel, der Rücken, der Bürzel und der Schwanz sind grün. Der Schnabel ist orange-rot, die Brust variiert in rot-orange-gelben Tönen und der Bauch ist tiefblau. Im Flug hebt sich der breite gelbe Flügelstreif der Unterhandschwingen deutlich von den roten Unterarmdecken und dem braunen Flügelhinterrand ab.
Es gibt keinen Unterschied im Aussehen bei den Geschlechtern (kein Geschlechtsdimorphismus). Eine sichere Geschlechtsbestimmung geschieht deshalb über einen DNA-Test. Die Jungvögel haben ein mattes Gefieder, braune Augen und einen schwarzen Schnabel, der nach und nach in den orange-roten Ton der adulten Vögel übergeht.

## Verbreitung und Lebensraum
Der Regenbogenlori ist an der Ostküste von Australien beheimatet. An der Südwestküste von Australien wurde er wahrscheinlich in der Umgebung von Perth in den 1960er Jahren illegal eingeführt. Als Lebensraum bevorzugt er Wald, Steppe, Feuchtgebiete und Kulturland.

## Lebensweise

### Verhalten
Im nordöstlichen Regenwald von Australien ist der Regenbogenlori ein Standvogel. In den trockneren Regionen folgt er dem Nahrungsangebot und wird zum Nomaden. In großen Schwärmen nähern sich die Vögel blühenden Bäumen wie Eukalyptus, Melaleuca-, Banksia- und Grasbäumen, umkreisen sie mehrere Male, bevor sie sich niederlassen. Am Vormittag und Nachmittag halten sie sich auf den Futterbäumen auf, die nur während der Mittagshitze verlassen werden, um auf schattige Bäume in der Nähe auszuweichen. Bei Anbruch der Dämmerung kehrt der Schwarm zu seinen Schlafbäumen zurück. Nicht-brütende Vögel können sich zu Schwärmen von mehreren 1000 Vögeln zusammenschließen.
Der Lebensraum der Regenbogenlori sind die Bäume. Solange es möglich ist, baden und trinken sie von deren Blättern und meiden den Boden. Wenn sie gezwungen werden, aus Wasserlöchern zu trinken, versuchen sie, von aus der Krone ragenden Ästen zum Wasser zu gelangen. Da Regenbogenloris besonders von Greifvögeln bejagt werden, tauchen sie nur kurz ins Wasser ein und verschwinden daraufhin sofort wieder im schützenden Gebüsch.
Der Regenbogenlori mit seinem keilförmigen Schwanz und seiner stromlinienförmigen Fluggestalt ist ein gewandter Flieger. So kann er Greifvögeln durch blitzschnelle Wendungen ausweichen und Angriffen entgehen.

### Fortpflanzung
Der Regenbogenlori ist ein Höhlenbrüter und nistet in Höhlungen und Astlöchern des Eukalyptus und Melaleucabäumen. Das Weibchen legt 2–3 Eier und brütet sie in circa 25 Tagen aus. Nach dem Ausschlüpfen verbringen die Jungen noch etwa 8 Wochen im Nest und werden danach noch einige Wochen von den Eltern gefüttert. Die Jungvögel kommen nackt auf die Welt und entwickeln ein weißes Dunenkleid, das später grau wird. Nach 14 Tagen öffnen sie die Augen.
Regenbogenloris sind meistens monogam und leben mit dem gleichen Partner oder Partnerin lange Zeit, wenn nicht das ganze Leben, zusammen.

### Ernährung
Regenbogenloris ernähren sich von Nektar, Blütenteilen, Pollen, Blumenköpfen der Kasuarinen, Gemüseteile sowie Samen und kleinen Raupen.

## Taxonomie
Der Regenbogenlori war eine der ersten australischen Papageienarten, der in der Form einer Abbildung nach Europa gekommen ist. 1776 erschien eine Zeichnung von ihm in der „New Illustrations of Zoology“ mit der Bezeichnung „The Blue-Bellied Parrot“ (Blaubauch-Papagei). 1808 kamen die ersten Vögel in den Londoner Zoo und 1870 nach Deutschland, wo 1873 eine Erstzucht gelang. Johann Friedrich Gmelin beschrieb den Regenbogenlori erstmals wissenschaftlich 1788 und bezeichnete ihn als Psittacus moluccanus. Frühere gebräuchliche deutsche Bezeichnungen waren „Gebirgs-Allfarblori“, „Gebirgslori“ und „Lori von den Blauen Bergen“.
Für die Liste der nachfolgend aufgeführten Unterarten des Allfarbloris sind folgende taxonomischen Organisationen zugezogen worden:
- Clements Checklist
- HBW Checklist/BirdLife International
- IOC/IOU

Gemäß den aufgeführten Behörden besteht eine Einigkeit bei zwei Unterarten, die dem Regenbogenlori zugewiesen werden können:
- Tasmanien Blauwangenallfarblori (T. m. moluccanus Gmelin, 1788)[9] – Australien, Tasmanien[10]
- Regenbogenlori (septentrionalis) (T. m. septentrionalis Robinson, 1900)[11] – Australien, Tasmanien[10]

## Bestand und Gefährdung
Die aktuelle taxonomische Einordnung des Regenbogenloris hat dazu geführt, dass die Art auf der Roten Liste gefährdeter Arten zwar als „nicht gefährdet“ (Least Concern) eingestuft wird, dass die Population aber eine sinkende Tendenz im Bestand aufweist.

## Handel
Die Kontrolle des Handels wird über CITES Anhang II geregelt. Die Ein- und Ausfuhr sowie die Wiederausfuhr erfordert eine Genehmigung oder Bescheinigung des jeweiligen Ausfuhrstaates.